# Chico Carneiro
Chico Carneiro, eigentlich Francisco Queiroz Carneiro, (geboren am 21. November 1951 in Castanhal, Pará, Brasilien) ist ein brasilianischer Kameramann, Regisseur, Filmemacher und Fotograf. Carneiro lebt seit 1983 in Mosambik.

## Leben
Chico Carneiro wurde 1951 in Castanhal, in der Nähe von Belém (Pará), geboren, wo er mit seinen zehn Geschwistern aufwuchs. Carneiros Vater, Duca Carneiro, arbeitete als Filmvorführer in einem Kino der Stadt, entsprechend früh kam er in Kontakt mit der Welt des Filmes und begann sich dafür zu begeistern. Sein Vater schenkte ihm zudem eine Filmkamera, sodass er schon in seiner Jugend erste Amateurfilme auf Super 8 mm und 16 mm zu drehen begann.
1971 begann Carneiro in Belém Filmwissenschaften zu studieren. Seine berufliche Karriere begann Carneiro im Oktober 1974 als Assistent eines Fotografen bei Dreharbeiten des Spielfilms Iracema in seiner Provinz Pará, unter Regie von Jorge Bodanzky und Orlando Senna. Im Juni 1975 zog er nach São Paulo, wo er für acht Jahre als Kamera- und Tonassistent in der Produktion von Werbefilmen, Dokumentarfilmen und Spielfilmen arbeitete. Zwischen 1981 und 1982 produzierte er seinen ersten Dokumentarfilm aus Pará, Tó Teixeira, er übernahm Fotografie und Kameraführung.
Anfang 1983 erhielt Carneiro eine Einladung, in Mosambik beim Filmproduktionsunternehmen Kanemo zu arbeiten. Kanemo war als gewinnorientiertes Privatunternehmen ein Sonderfall in der damaligen sozialistischen Volksrepublik Mosambik, geschaffen, um Filme außerhalb des Landes zu verkaufen und Koproduktionen mit anderen Ländern zu ermöglichen. Anteilseigner des Unternehmens waren Ruy Guerra, der mosambikanische Staat (über das staatliche Außenhandelsunternehmen Socimo) und das nationale Filminstitut. Labi Mendonça leitete das Unternehmen. Bei Kanemo war Caneiro unter anderem an der Produktion von Fronteiras de Sangue (1987) und Karingana wa Karingana (1985) beteiligt, beide unter Regie von Mário Borgneth. Fronteiras De Sangue ist ein Dokumentarspielfilm über den bewaffneten Kampf der FRELIMO gegen die RENAMO (siehe Mosambikanischer Bürgerkrieg), Karingana wa Karingana eine Kurzdokumentation über den mosambikanischen Dichter José Craveirinha.
Nach fünf Jahren verließ Mendonça das Unternehmen, ebenso Carneiro, nachdem dessen Arbeitsvertrag nicht verlängert worden war. 1992 gründete er gemeinsam mit Sol de Carvalho und Carlos Vieira das Filmproduktionsunternehmen Promarte. Bei Promarte war Carneiro als Fotograf, Kameramann und Regisseur tätig. 2012 stieg Carneiro bei Promarte aus, um sein eigenes Filmunternehmen Argus zu gründen.
Heute reist Carneiro nach eigener Aussage jährlich nach Brasilien und lebt zwischen Maputo und Pará. Seine Dokumentationen thematisieren die Lebenswelten Mosambiks wie Brasiliens. Neben seiner filmischen Arbeit ist Carneiro auch als Fotograf tätig.

## Filmografie
- 1974: Iracema
- 1975: Gitirana
- 1977: Os Muckers
- 1979: Pixote
- 1979: Música Para Siempre
- 1979: ABC da Greve
- 1982: Tó Teixeira
- 1985: Karingana wa Karingana
- 1987: Fronteiras de Sangue
- 1995: Saltando à Corda
- 1996: The Mural
- 1996: Mozambique Island: Encounter of Cultures
- 1996: ABC do Ambiente
- 1996: Defeso
- 1998: À Porta da Minha Casa
- 1999: Reservas – Um Lugar Para Não Viver
- 1999: Queimadas Descontroladas
- 1999: O Carvão Nosso de Cada Dia
- 1999: Tartarugas Marinhas na Costa da Inhaca
- 2000: A água Conhece o Seu Caminho
- 2001: Os Promesseiros
- 2002: IRAPISMU – Passos Para o Maneio Florestal Comunitário
- 2003: In Comunicação
- 2003: Casa do Gilson, Nossa Casa
- 2004: Muitos Ninguém
- 2005: Lorena
- 2006: Algodão – O Renascer do Ouro Branco
- 2006: Seu Didico: Paraense Velho Macho!
- 2008: Balsa Boieira
- 2008: Promesseiros de Joelhos
- 2009: Salinas Zacarias
- 2009: Nos Caminhos do Rei Salomão
- 2015: Quitupo, Hoyé
- 2017: Djambo
- 2017: Fé: Promesseira
- 2019: Quem é Vanda?
- 2022: Dona Raimunda do Rio Tajapuru